# Municipio de Bellflower
El municipio de Bellflower (en inglés: Bellflower Township) es un municipio ubicado en el condado de McLean en el estado estadounidense de Illinois. En el año 2010 tenía una población de 585 habitantes y una densidad poblacional de 4,64 personas por km².

## Geografía
El municipio de Bellflower se encuentra ubicado en las coordenadas 40°20′8″N 88°30′53″O / 40.33556, -88.51472. Según la Oficina del Censo de los Estados Unidos, el municipio tiene una superficie total de 126.15 km², de la cual 126,14 km² corresponden a tierra firme y (0 %) 0 km² es agua.

## Demografía
Según el censo de 2010, había 585 personas residiendo en el municipio de Bellflower. La densidad de población era de 4,64 hab./km². De los 585 habitantes, el municipio de Bellflower estaba compuesto por el 97,44 % blancos, el 0,34 % eran afroamericanos, el 0,17 % eran asiáticos, el 0,34 % eran de otras razas y el 1,71 % eran de una mezcla de razas. Del total de la población el 0,68 % eran hispanos o latinos de cualquier raza.